# Southgate (Kentucky)
Southgate és una població dels Estats Units a l'estat de Kentucky. Segons el cens del 2000 tenia 3.472 habitants.

## Demografia
Segons el cens del 2000, Southgate tenia 3.472 habitants, 1.601 habitatges, i 944 famílies. La densitat de població era de 944 habitants/km².
Dels 1.601 habitatges en un 26% hi vivien nens de menys de 18 anys, en un 44,3% hi vivien parelles casades, en un 11,6% dones solteres, i en un 41% no eren unitats familiars. En el 35,7% dels habitatges hi vivien persones soles el 12,5% de les quals corresponia a persones de 65 anys o més que vivien soles. El nombre mitjà de persones vivint en cada habitatge era de 2,17 i el nombre mitjà de persones que vivien en cada família era de 2,82.
Per edats la població es repartia de la següent manera: un 21,7% tenia menys de 18 anys, un 8% entre 18 i 24, un 35% entre 25 i 44, un 20,7% de 45 a 60 i un 14,7% 65 anys o més.
L'edat mediana era de 36 anys. Per cada 100 dones de 18 o més anys hi havia 80,8 homes.
La renda mediana per habitatge era de 42.257 $ i la renda mediana per família de 53.365 $. Els homes tenien una renda mediana de 37.846 $ mentre que les dones 27.634 $. La renda per capita de la població era de 24.188 $. Entorn de l'1,5% de les famílies i el 3,8% de la població estaven per davall del llindar de pobresa.

## Poblacions més properes
El següent diagrama mostra les poblacions més properes.